# 庚申外史
『庚申外史』（こうしんがいし）は、明初に権衡により記されたウカアト・カアン（順帝トゴン・テムル）の36年間の治世を対象とする史書。題名はウカアト・カアンが1320年（庚申/延祐7年）生まれで、本書中で「庚申帝」と呼ばれる事による。

## 概要
元末明初の人である権衡によって洪武4年（1371年）以前に編纂したとみられ、正史の『元史』とほぼ同時期かややはやく成立している。『庚申外史』は史料性の点でやや問題のある記述もあるものの、『元史』には見えず本書にのみ見える記述も多く、元末史研究上の重要史料と位置づけられている。特に、元末の農民戦争史（紅巾の乱）を研究する上での基本史料とされる。
なお、2005年にはモンゴル語訳が出版されている。

## 内容
| 巻目 | 巻題                              | 節目 |
| ---- | --------------------------------- | ---- |
| 巻上 | 癸酉/元統元年-甲午/至正十四年     |      |
| 巻下 | 乙未/至正十五年-戊申/至正二十八年 |      |